# Ronde van Frankrijk 2004/Negentiende etappe
De negentiende etappe van de Ronde van Frankrijk 2004 was een individuele tijdrit, die werd verreden op 24 juli 2004 tussen Besançon en Besançon.

## Verloop
Individuele tijdrit waarop Lance Armstrong opnieuw laat zien dat hij de beste is. Dit is zijn zesde overwinning in deze ronde (incl. de ploegentijdrit). Klöden passeert Basso in het algemeen klassement.
Proloog ·
1e etappe ·
2e etappe ·
3e etappe ·
4e etappe ·
5e etappe ·
6e etappe ·
7e etappe ·
8e etappe ·
9e etappe ·
10e etappe ·
11e etappe ·
12e etappe ·
13e etappe ·
14e etappe ·
15e etappe ·
16e etappe ·
17e etappe ·
18e etappe ·
19e etappe ·
20e etappe
Startlijst · Eindstanden · Afbeeldingen